# Lila zaj

A lila zaj spektruma

A lila zaj (ibolya zajnak is nevezik) differenciált fehérzaj, mivel a fehér zaj zajfeszültség-ingadozásának differenciálódása eredményeként is létrejön.

## Jellemzői
A lila zaj teljesítménysűrűsége oktávonként 6,02 dB-lel nő a frekvencia növekedésével, vagyis a spektrális sűrűsége arányos a frekvencia négyzetével.
Az emberi fül számára magas hangú sistergésnek, sziszegésnek tűnik.
10s lila zaj

Probléma esetén lásd:Médiafájlok kezelése.

## Előfordulása
A víz akusztikus termikus zajának lila spektruma van, ezért ez dominál a hidrofon méréseknél a magas frekvenciákon.

## Élőállítása

### Digitális úton
Lila zajt digitális úton a fehérzaj differenciálásával állíthatjuk elő:
1. tömb feltöltése zajfüggvénnyel
2. a zajfüggvény differenciálása

```
...

#include
 
<stdlib.h>

...

int
 
main
(){

...

int32_t
 
sample_white
[
44100
];

int32_t
 
sample_violet
[
44100
];

int
 
i
;

...

// Fehérzaj előállítása

for
(
i
=
0
;
i
<
44100
;
i
++
){

   
sample_white
[
i
]
=
rand
();

}

...

// Fehérzaj differenciálása

for
(
i
=
0
;
i
<
44099
;
i
++
){

   
sample_violet
[
i
]
=
sample_white
[
i
+
1
]
-
sample_white
[
i
];

}

...

}

```

## Fordítás
Ez a szócikk részben vagy egészben  a   Colors of noise című angol Wikipédia-szócikk fordításán alapul.  Az eredeti cikk szerkesztőit annak laptörténete sorolja fel. Ez a jelzés csupán a megfogalmazás eredetét és a szerzői jogokat jelzi, nem szolgál a cikkben szereplő információk forrásmegjelöléseként.